# Nemoraea vulgata
Nemoraea vulgata är en tvåvingeart som först beskrevs av Louis-Paul Mesnil 1978.  Nemoraea vulgata ingår i släktet Nemoraea och familjen parasitflugor.
Artens utbredningsområde är Madagaskar. Inga underarter finns listade i Catalogue of Life.